# Prionus hintoni
Prionus hintoni là một loài bọ cánh cứng trong họ Cerambycidae.